# Boyband

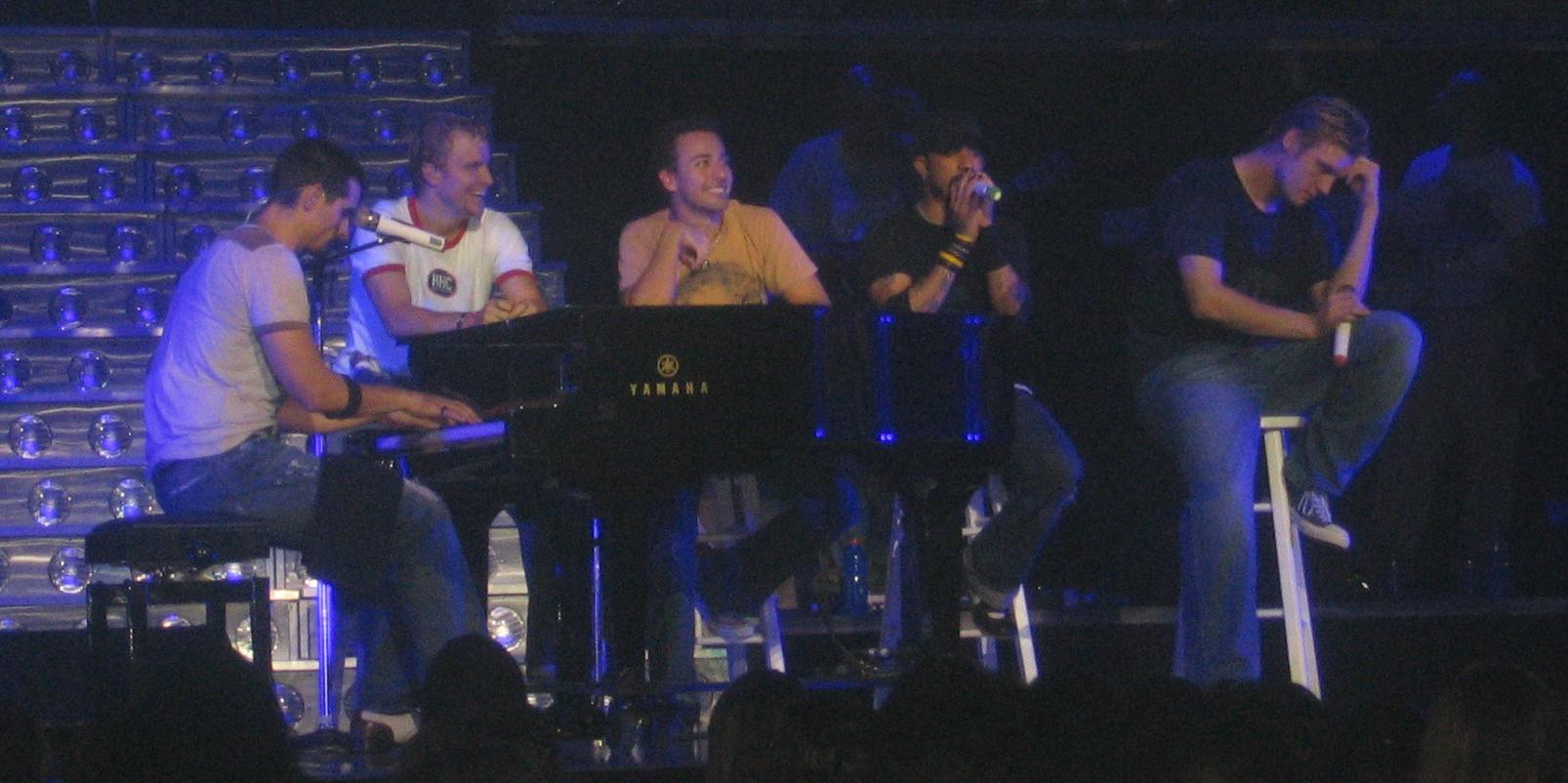
De Backstreet Boys tijdens een optreden in 2005

Een boyband is een popgroep die bestaat uit een aantal, doorgaans relatief jonge, mannelijke leden.

## Samenstelling

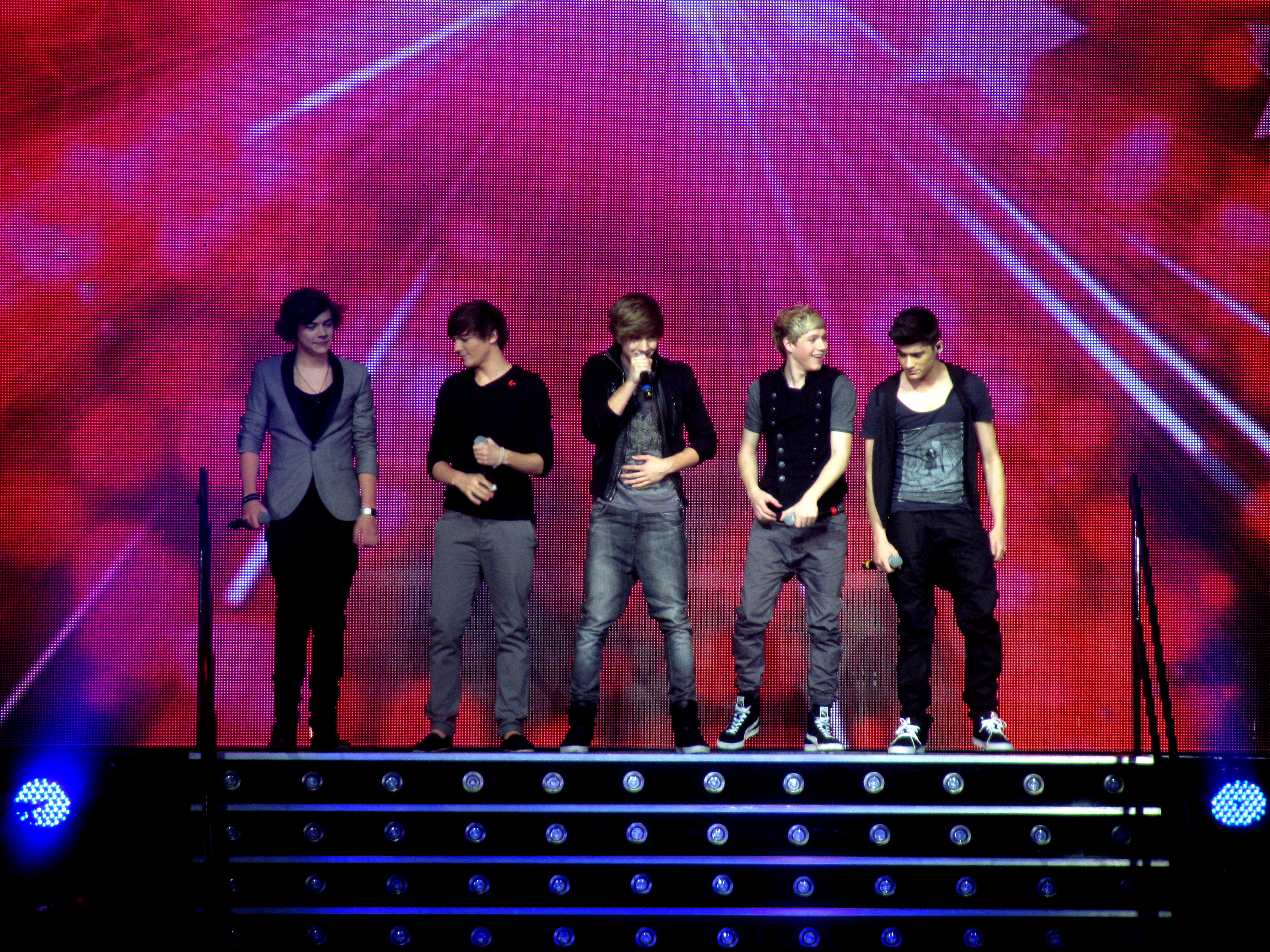
One Direction in 2011

Een boyband wordt veelal door producers samengesteld uit jonge, "beloftevolle" zangers/performers. Daarbij wordt vaak aandacht besteed aan hun danstalent en sexy uitstraling. Een veelvoorkomend aantal is vijf zangers omdat dat meer mogelijkheden geeft om een choreografie op te zetten, maar vier of drie is ook courant. De samenstelling kan ook met de jaren wijzigen, zoals Clouseau die van vijftal naar duo van de broers Wauters versmalde, terwijl Get Ready! werd heropgestart met twee nieuwe zangers (Tom De Blaes en Kenny Philippaars) voor het oorspronkelijk kwartet.

## Repertoire
De nummers die deze bands voortbrengen zijn vaak weinig pretentieus, liggen makkelijk in het gehoor en willen eerder verkocht dan beluisterd worden. Het doelpubliek zijn meestal tieners, vooral meisjes.
Opvallend is dat ondanks het woord "band" de leden van boybands meestal geen muziekinstrumenten bespelen, maar alleen zingen.